# Falling (Brooke Hogan)
Falling è il primo singolo della cantante statunitense Brooke Hogan pubblicato dal suo secondo album di studio The Redemption, che, nonostante la sua popolarità, non ha garantito grandi vendite. Nel video musicale, Brooke si trova su una spiaggia di Miami, dove canta sdraiata sulla sabbia; si vedono inoltre alcune figure di Stack$, il rapper con cui ha collaborato durante la realizzazione la canzone.